# سونیک خارپشت ۴: قسمت دوم
سونیک خارپشت ۴: قسمت دوم (به انگلیسی: Sonic the Hedgehog 4: Episode II) یک بازی پرشی قسمتی توسعه‌یافته توسط دیمپس با همکاری سونیک تیم می‌باشد که توسط سگا برای پلی‌استیشن ۳، ایکس‌باکس ۳۶۰، آی‌اواس، اندروید و مایکروسافت ویندوز در سال ۲۰۱۲ منتشر گردید. نسخه‌های پورت‌شده به اویا و انویدیا شیلد نیز در سال ۲۰۱۳ منتشر شدند.